# Kanton Pignan
Kanton Pignan (francouzsky Canton de Pignan) je francouzský kanton v departementu Hérault v regionu Languedoc-Roussillon. Tvoří ho sedm obcí.

## Obce kantonu
- Cournonsec
- Cournonterral
- Fabrègues
- Murviel-lès-Montpellier
- Pignan
- Saint-Georges-d'Orques
- Saussan